# Janggok-dong
Janggok-dong (koreanska: 장곡동) är en stadsdel i staden Siheung i provinsen Gyeonggi i Sydkorea, 26 km sydväst om huvudstaden Seoul.